# Jourdanton
Jourdanton is een plaats (city) in de Amerikaanse staat Texas, en valt bestuurlijk gezien onder Atascosa County, waarvan het de hoofdstad is.

## Demografie
Bij de volkstelling in 2000 werd het aantal inwoners vastgesteld op 3732.
In 2006 is het aantal inwoners door het United States Census Bureau geschat op 4353, een stijging van 621 (16,6%).

## Geografie
Volgens het United States Census Bureau beslaat de plaats een oppervlakte van
9,0 km², geheel bestaande uit land. Jourdanton ligt op ongeveer 140 m boven zeeniveau.

## Plaatsen in de nabije omgeving
De onderstaande figuur toont nabijgelegen plaatsen in een straal van 36 km rond Jourdanton.